# Сиг (танкер)
Сиг (англ. Sig) — російський нафтоналивний танкер-хімовоз проєкту 52, що зареєстрований у порту Санкт-Петербург, та належить компанії «Югра-Лізинг».

## Історія
Судно споруджене на Костромському суднобудівному-судноремонтому заводі (Кострома, Росія) у 2014 році.
Назва судна походить від однойменного роду риб.
У травні 2019 року було розпочато плановий ремонт та реновацію судна на потужностях Суднобудівного-судноремонтного заводу «Мідель» (Аксай, Росія). У червні того ж року ремонтні роботи було завершено.
26 вересня 2019 року Управлінням з контролю за іноземними активами Міністерства фінансів США судно «Сиг» та кілька інших суден були включені до санкційного списку SDN за постачання авіаційного палива для потреб Збройних сил Російської Федерації в окупований Крим та під час інтервенції Росії в Сирію у період 2016—2017 років.

## Інциденти
- 10 вересня 2014 року о 10:00 за Московським часом судно завантажене метанолом сіло на мілину на річці Дон у Константиновському районі (Ростовська область, Росія)[9][10][11]. О 16:10 судно було зняте з мілини[12][13].

- Уночі з 4 на 5 серпня 2023 року судно було атаковане українським морським дроном поблизу Керченського мосту[14][15]. Від вибуху у корпусі судна утворилась пробоїна, через що було затоплено машинне відділення і виведено з ладу двигуни. Екіпаж судна у розмові з диспетчером повідомив що вантажні відсіки на момент атаки були порожні[16]. Станом на 04:20 за Київським часом розливу нафти на водній поверхні не зафіксовано[17].